# Il Lorax
Il Lorax è un libro per bambini scritto dal Dr. Seuss, tradotto in italiano da Anna Sarfatti, pubblicato nel 1971.

## Trama
Un ragazzo che vive in una zona inquinata fa visita a un uomo che vive recluso in una casa fatiscente noto come il "Chi-Fu" (Once-ler). Il ragazzo paga all'uomo quindici centesimi, un chiodo e il guscio di una lumaca trisavolo per ascoltare la storia di come abbia distrutto quel luogo e soprattutto di come abbia incontrato Lorax, il guardiano della foresta.
Il Chi-Fu giunse nella foresta dei Lecci Lanicci alla ricerca del materiale perfetto per fabbricare la sua invenzione: il "tuttone" (Thneed), un prodotto sorprendente che può sostituirne mille. Una volta trovati gli alberi di Truffula, ne abbatté uno per trasformarne la chioma in tuttone. Una strana creatura conosciuta come Lorax emerse dal ceppo dell'albero ed espresse la sua disapprovazione per le azioni dell'uomo. Dopo che un uomo comprò il primo tuttone per 3,98 dollari, il Chi-Fu, ignorando le proteste del Lorax, telefonò ai suoi parenti e chiese loro di venire ad aiutarlo con la sua nuova attività. 
Il Chi-Fu iniziò ad abbattere tutte le Truffule per ampliare la sua impresa, ma è solo quando alla fine l'ultimo albero venne abbattuto che si rese veramente conto del male che aveva causato: inquinando la valle, aveva distrutto gli alberi e costretto le creature della foresta ad andarsene e così non gli era rimasto più niente. Abbandonato dalla famiglia e dal successo, il Chi-Fu chiuse la fabbrica per mancanza di materie prime, mentre il Lorax volò via. Il guardiano della foresta però gli lasciò una frase su cui riflettere, ed è quello che il Chi-Fu farà per tutti gli anni a venire, isolandosi da tutto e tutti a pentirsi di quello che ha fatto: "A meno che".
Con l'arrivo del ragazzo, Il Chi-Fu capisce finalmente il senso della frase: "a meno che qualcuno non ci tenga molto, niente andrà meglio o sarà risolto". Dà così al ragazzo l'ultimo seme di Truffula, affinché lo pianti e faccia capire a tutti l'importanza della natura, sperando cosi che Lorax e gli animali possano ritornare.

## Adattamenti

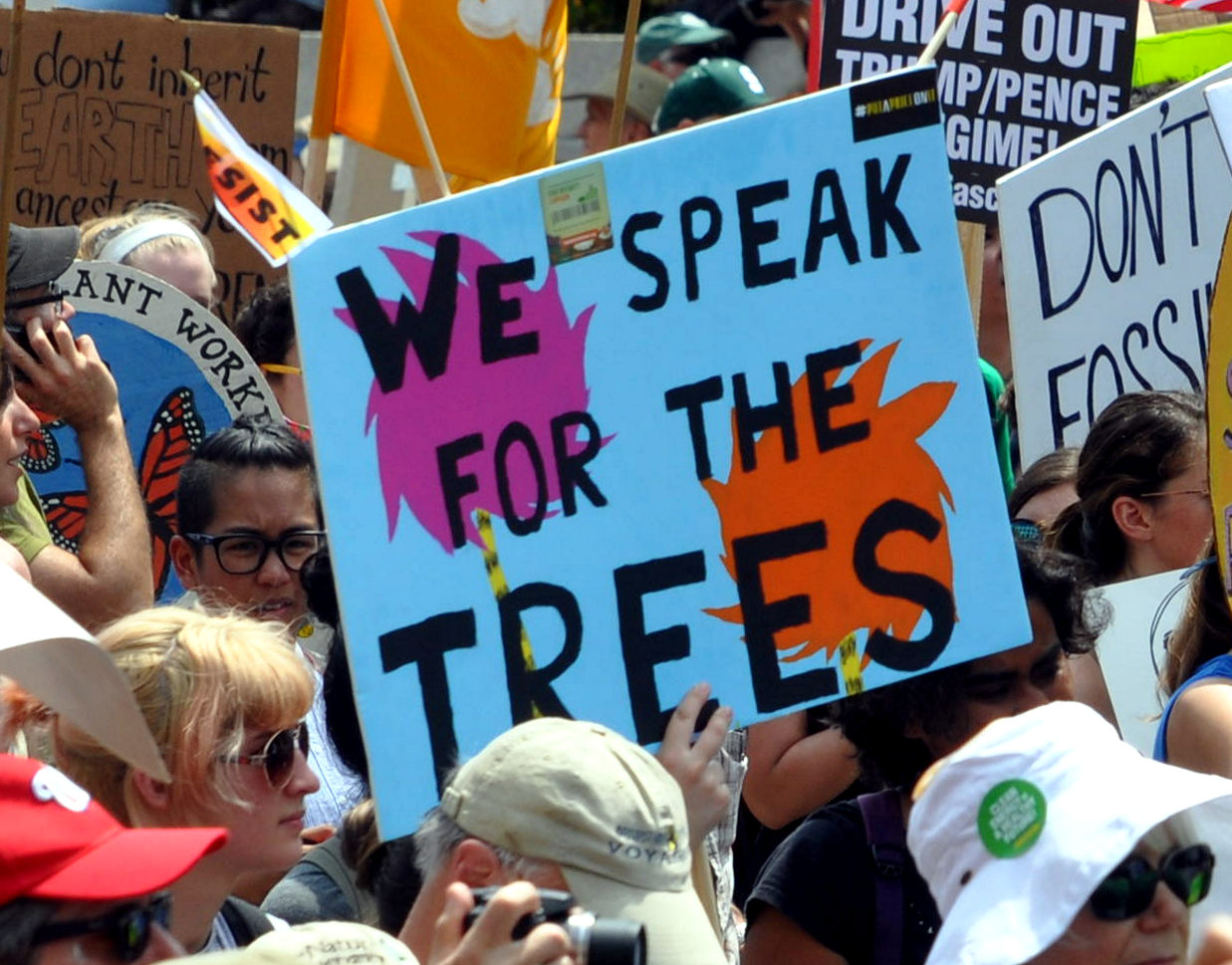
Cartelloni recitanti "We speak for the trees" riferiti a Il Lorax, durante una manifestazione del 2017.

### Cortometraggio del 1972
Il libro ha ricevuto un cortometraggio animato musical prodotto da DePatie-Freleng Enterprises, diretto da Hawley Pratt e con le voci di Eddie Albert e Bob Holt. Andò in onda per la prima volta su CBS il 14 febbraio 1972. Quando gli animali lasciano la valle, uno dei pesci cita l'inquinamento del Lago Erie; questa scena rimane nelle distribuzioni DVD, anche se è stata in seguito rimossa dal libro. Nello speciale si vede inoltre il Chi-Fu litigare con sé stesso e chiedere al Lorax se sarà conveniente chiudere la sua fabbrica (lasciando senza lavoro centinaia di persone). Nel film televisivo del 1994 In Search of Dr. Seuss viene usata una versione abbreviata dello speciale, con il personaggio del reporter di Kathy Najimy che ascolta la storia del Chi-Fu.

### Film del 2012
Universal Pictures e Illumination Entertainment hanno pubblicato un film in CGI 3D basato sul libro. Lorax - Il guardiano della foresta uscì il 2 marzo 2012, giorno del 108º compleanno di Seuss, morto all'età di 87 anni nel 1991. Tra i doppiatori vi sono Danny DeVito (Lorax), Zac Efron è Ted (il ragazzo nel libro) e Ed Helms  (Once-ler). Nel film ci sono anche molti nuovi personaggi: Rob Riggle è il malvagio Aloysius O'Hare, Betty White è Norma (la nonna di Ted), Jenny Slate è la signora Wiggins (madre di Ted) e Taylor Swift è Audrey (l'interesse amoroso di Ted). Anche se il film ricevette critiche miste, debuttò al primo posto al botteghino con $70 milioni. L'incasso totale domestico è di $214,030,500. Danny DeVito ha doppiato Lorax in cinque lingue: inglese, spagnolo europeo e americano, russo, tedesco, italiano e catalano.